# Casket match

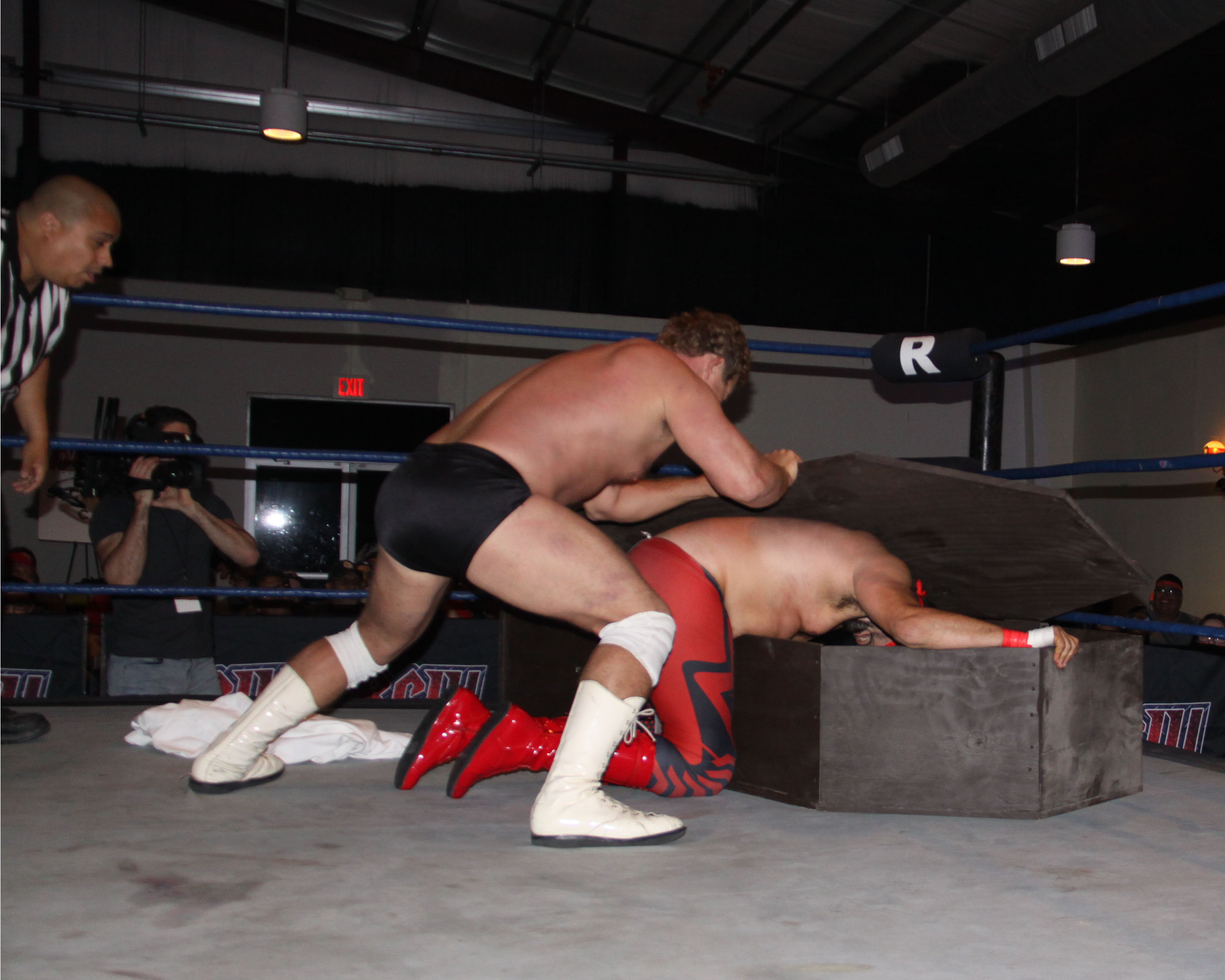
Un casket match dans une petite fédération de catch américaine en 2018.

Le Casket match (également appelé Coffin match) (« match du cercueil » en français) est un type de match au catch. L'objectif de ce match est de réussir à mettre l'adversaire dans un cercueil et le couvercle doit être fermé. Il n'y a pas de disqualification, ni de décompte extérieur.
Créé dans les années 1980 par Dusty Rhodes, ce type de match devient populaire une décennie plus tard à la World Wrestling Federation / World Wrestling Entertainment grâce au gimmick de mort vivant de l'Undertaker.

## Historique
Dusty Rhodes se crédite comme l'inventeur du casket match. Le premier match de ce type a lieu à Houston le 24 octobre 1980, quand Rhodes bat Ivan Koloff,.
Ce type de match tombe en désuétude jusqu'en 1992, date à laquelle la World Wrestling Federation l'utilise dans un match opposant l'Undertaker à Kamala le 25 novembre. L'Undertaker l'emporte par tombé avant d'enfermer son ennemi dans le cercueil.

## Liste descasket matchespar fédération
| No. | Match                                                                                          | Évènement                       | date              | Réf   |
| --- | ---------------------------------------------------------------------------------------------- | ------------------------------- | ----------------- | ----- |
| 1   | The Undertaker bat Kamala                                                                      | Survivor Series                 | 25 novembre 1992  | [ 4 ] |
| 2   | Yokozuna bat The Undertaker                                                                    | Royal Rumble                    | 22 janvier 1994   | [ 5 ] |
| 3   | The Undertaker bat Yokozuna avec Chuck Norris comme arbitre                                    | Survivor Series                 | 23 novembre 1994  | [ 6 ] |
| 4   | The Undertaker bat Kama Mustafa                                                                | SummerSlam                      | 27 août 1995      | [ 7 ] |
| 5   | The Undertaker bat King Mabel                                                                  | In Your House 5                 | 17 décembre 1995  |       |
| 6   | Goldust bat The Undertaker pour conserver le championnat intercontinental de la WWF            | In Your House 8 : Beware of Dog | 26 mai 1996       |       |
| 7   | Shawn Michaels bat The Undertaker pour conserver le championnat du monde poids lourd de la WWF | Royal Rumble                    | 18 janvier 1998   |       |
| 8   | The Undertaker vs. Kane pas de gagnant                                                         | Raw                             | 19 octobre 1998   |       |
| 9   | The Undertaker bat The Rock                                                                    | Raw                             | 17 mai 1999       |       |
| 10  | Mideon et Viscera battent Triple H                                                             | SmackDown                       | 23 septembre 1999 |       |
| 11  | Kane bat Triple H                                                                              | Raw                             | 28 octobre 2002   |       |
| 12  | The Undertaker bat Heidenreich                                                                 | Royal Rumble                    | 30 janvier 2005   |       |
| 13  | Bob Orton, Jr. et Randy Orton battent The Undertaker                                           | No Mercy                        | 9 octobre 2005    |       |
| 14  | The Undertaker bat Mark Henry                                                                  | WrestleMania 22                 | 2 avril 2006      |       |
| 15  | The Undertaker bat Mark Henry                                                                  | Raw                             | 5 mars 2008       |       |
| 16  | The Undertaker bat Chavo Guerrero                                                              | SmackDown                       | 31 octobre 2008   |       |
| 17  | The Undertaker bat The Big Show                                                                | Survivor Series                 | 23 novembre 2008  |       |
| 18  | Daniel Bryan bat Kane                                                                          | SmackDown                       | 29 janvier 2015   |       |
| 19  | The Undertaker bat Rusev                                                                       | Greatest Royal Rumble           | 27 avril 2018     |       |

| No. | Match                      | Évènement                 | Date              | Réf |
| --- | -------------------------- | ------------------------- | ----------------- | --- |
| 1   | Sonny Siaki bat D'Lo Brown | NWA: Total Nonstop Action | 17 septembre 2003 |     |
| 2   | Sting bat Abyss            | Destination X             | 11 mars 2007      |     |
| 3   | Abyss bat D'Angelo Dinero  | Final Resolution          | 5 décembre 2010   |     |